# فرودگاه ویلسون بار یو اس اف اس
فرودگاه ویلسون بار یو اس اف اس  (به انگلیسی: Wilson Bar USFS Airport)  یک فرودگاه همگانی باربری  است که یک باند فرود چمن دارد و طول باند آن ۴۵۷ متر است. این فرودگاه در  کشور ایالات متحده آمریکا قرار دارد و در ارتفاع ۶۹۳ متری از سطح دریا واقع شده است.